# アレクサンドル・イグナチエビッチ・ドゥドニク
アレクサンドル・イグナチエビッチ・ドゥドニク（ロシア語: Алекса́ндр Игна́тьевич Ду́дник、1892年9月12日 - 1973年1月9日）は、ソビエト連邦の船長でソビエト極東における漁業を主導した人物。レーニン勲章受賞者。

## 経歴
現在のウクライナ、ヘルソン州ホーラ・プルィースタニで、スクーナー船を所有する漁師の家の5男に生まれた。1903年、彼はオデッサの叔父のもとに移り、1911年に故郷ホーラ・プルィースタニの海事学校を卒業して短海航海の航海士資格を得た。それから、カボタージュ船の船員として出航し、1911年12月に蒸気船「コルィマ」でカムチャツカに初航海した。オデッサ-ウラジオストク間の蒸気船に乗務。1915年から1921年までウラジオストク・アレクサンドル航海大学で学び、長距離航海のための航海士の資格を得た。1921年、蒸気船「アドミラル・ザヴォイコ」の三等航海士となる。1922年には、ウラジオストクの魚商エフィム・ミロノフから借りていた帆船「ミハイル」を指揮した。1922年3月、蒸気船「ミハイル」は、М・П・ヴォリスキーとВ・クルチーナの分遣隊をウスリー湾の島々に移送した。1923年、この蒸気船は「ナルコンプロド・ブリュハノフ」と改名され、極東におけるソビエト連邦初の警備船となった。西カムチャツカ付近の日本人が行っていたカニ漁の密漁の取り締まりを行う。
1923年、日本の蟹工船「美保丸」と「吉野山丸」を拿捕し責任者だった日本人Абэ КэнноскэとНакагава Джюго（安部金之助と中川重剛）を逮捕拘留する。1925年、モルジョヴァヤ湾におけるノルウェー捕鯨船団「コモドレン」による違法漁の対応に従事した。
日本の大阪港に来て1928年2月3日に「大洋丸」を35万ルーブルで購入する契約が締結された。1928年3月15日、「大洋丸」はダリモレプロドクトに所有権が渡され、ソビエトの国旗が掲げられた。1928年3月28日、ウラジオストクに到着、船は「第一蟹工船」«Первый краболов»と命名された。
その後、彼は株式会社カムチャツカに転属し、蒸気船「ツングース」の指揮をとることになった。1929年、彼はバイカル湾のスコベレバ岬で石油生産の設備に従事し、そこにモスカリヴォ港が設立された。アメリカのボルチモアに出向し、浮遊捕鯨船の基地に改造される乾貨物船「グレン・リッジ」を受け取り、ノルウェーに渡した。オスロに寄港後、彼の提案で「アレウト」と改名された。ノルウェーの捕鯨ロビーがこの捕鯨船をノルウェーで改装することを許さなかったため、この汽船はクロンシュタットに移され、ノルウェーの図面と仕様書に従って改装された。ソビエト連邦の郵船委員会は、この乾貨物船を捕鯨基地に改造することはできないとした。彼はアレクセイ・クルィロフの支持を受けていたが、株式会社カムチャツカのモスクワ事務所とソフトルクフロートの対立により辞任を余儀なくされ、1931年5月27日にレオンチー・イヴァノヴィチ・ブルクハルト船長に権限が委譲された。1931年6月、ドゥドニクはノルウェーに出向し、ソ連向けの捕鯨船とアザラシ漁船の建造を監督した。
「アレウト」の基地をウラジオストクに移した後（この船はノルウェー産のニシンを積んでいた）、1932年2月に彼が捕鯨船団の船長・監督に任命された。第1回目の航海は1933年5月28日に始まり、180頭の鯨を捕獲する計画であった。11月までに203頭の鯨が捕獲された。2回目の航海では、彼は外国人専門家（銛打ち職人を除く）を連れて行かず、計画を161％上回る339頭の鯨を捕獲した。
1934年9月、彼はペトロパヴロフスク・カムチャツキーで捕鯨の銛打ちの学校を開くよう命令を受けた。1935年のシーズンには487頭のクジラが捕獲され、計画を161％上回った。彼はスタハノフ運動の全連邦会議に参加し、その成果をアナスタス・イヴァノヴィチ・ミコヤンに高く評価された。1936年8月1日、ドゥドニクはレーニン勲章を授与された。1937年のシーズンには、2ヶ月の計画を60％達成したが、カラギンスキー島近くのロージヌィエ・ヴェースチ湾で基地は重大な事故に見舞われた。
1938年6月18日、航海に出る前夜、彼はNKVDによって彼の船室のすぐそばで逮捕された。彼は、日本軍情報部との関係、日本企業「ニチロ」への船団「アレウト」の売却計画で起訴され、捜査は1年半に及んだ。
1940年1月16日、彼は釈放された。1940年5月、ドゥドニクはムルマンスクに派遣され、1926年にリヴァプールで建造され、カムチャツカに向けてイギリスから購入した蒸気船「アナトリー・セロフ」を受け取り、渡航させた。北洋航路の航海は過酷で、ティクシを出た後、すべてのプロペラブレードを失ってしまった。砕氷船「クラシン」は「アナトリー・セロフ」をプロヴィデニヤ湾に運び、ドック入りさせずに予備のプロペラを取り付け修理した。
1940年11月23日、ソ連人民委員会の決定により、「アナトリー・セロフ」と「クラシン」は北極海航路を航海する潜水艦Щ-139を援護する命令を受け、無事に北方艦隊へ回航させることに成功した。乗組員への4,000ルーブルのボーナスが与えられた。船長は「ソ連水産業人民委員会の社会主義競争における優秀賞」の勲章と4か月分の給与を授与された。
1943年、彼は「アナトリー・セロフ」をサンフランシスコに運んで修理し、同年中に完了させた。1944年、彼はヴォストクルィプホロト社の工船«Пищевая индустрия»の船長・所長に任命された。1946年、彼は東ドイツから賠償金として受け取った捕鯨船団「スラヴァ」の乗組員に任命されたが、さまざまな理由から航海の先頭に立つことを拒否した。1946年1月、カムチャトルィプフロト社に赴任し、ヨットスクールを開校することになった。1949年まで「オロチョン」の船長兼工場長を務めていたが、ペトロパヴロフスク・カムチャツキーで重傷を負い、その影響から一生を棒に振る。1952年1月30日、彼は定年退職した。リガ航海学校の練習帆船の指揮官に誘われたものの、医学委員会に断られ、クリミアに居を構えることになった。1968年には、捕鯨船団「アレウト」の退役式に参加するため、ウラジオストクに赴いた。1973年1月9日、クリミアで死去、享年81歳。
彼は3回結婚した。1920年からラトビア人女性マルタ・プルクスネと結婚し、アレクサンドラをもうけた。しかし、1932年に離婚し、その後ノルウェー人女性ヨハンナ・クレーベと再婚して、息子のアンドレイと娘スヴェトラーナ（モスクワで髄膜炎により死去）をもうけた。1938年に彼が逮捕された後、2人目の妻のヨハンナはノルウェーに帰国した。1940年、ドゥドニクは3度目の結婚をするが、うまくいかなかった。ヨハンナが帰国した30年後、ドゥドニクと彼女は国際赤十字を通じて文通を再開し、彼女と息子のアンドレイはともに2度ソ連を訪問した。